# Dirk Blocker
Dennis Dirk Blocker (Hollywood, 31 luglio 1957) è un attore statunitense, attivo in campo televisivo e cinematografico.

## Biografia
Dirk Blocker è nato ad Hollywood, figlio di Dolphia Parker e dell'attore Dan Blocker. Ha fatto il suo debutto sul piccolo schermo nel 1974 nella serie televisiva Marcus Welby. Da allora ha recitato in numerose altre serie TV, tra cui E.R. - Medici in prima linea, La casa nella prateria, X-Files, Beverly Hills 90210, La signora in giallo e M*A*S*H. È noto soprattutto per il ruolo del detective Michael Hitchcock nella serie Brooklyn Nine-Nine per oltre centoquaranta episodi.

## Filmografia parziale

### Cinema
- Follia di mezzanotte (Midnight Madness), regia di David Wechter (1980)
- Blitz nell'oceano (Raise the Titanic), regia di Jerry Jameson (1980)
- Frontiera (The Border), regia di Tony Richardson (1982)
- Poltergeist - Demoniache presenze (Poltergeist), regia di Tobe Hooper (1982)
- Starman, regia di John Carpenter (1984)
- Stati di alterazione progressiva (Trouble in Mind), regia di Alan Rudolph (1985)
- Accadde in paradiso (Made in Heaven), regia di Alan Rudolph (1987)
- Il signore del male (Prince of Darkness), regia di John Carpenter (1987)
- Born to Race, regia di James Fargo (1988)
- Il ritorno di Brian (Cutting Class), regia di Rospo Pallenberg (1989)
- Pink Cadillac, regia di Buddy Van Horn (1989)
- Un amore passeggero (Love at Large), regia di Alan Rudolph (1990)
- Equinox, regia di a Alan Rudolph (1993)
- America oggi (Short Cuts), regia di Robert Altman (1993)
- Per amore di Vera (Larger than Life), regia di Howard Franklin (1996)
- Mad City - Assalto alla notizia (Mad City), regia di Costa-Gavras (1997)

### Televisione
- Marcus Welby (Marcus Welby, M.D.) - serie TV, 2 episodi (1974)
- La casa nella prateria (Little House on the Prairie) - serie TV, episodio 1x09 (1974)
- Lucas Tanner - serie TV, 2 episodi (1974)
- La famiglia Holvak (The Family Holvak) - serie TV, 1 episodio (1975)
- Phyllis - serie TV, 1 episodio (1976)
- La squadriglia delle pecore nere (Baa Baa Black Sheep) - serie TV, 36 episodi (1976-1978)
- CHiPs - serie TV, 1 episodio (1978)
- Truck Driver (B.J. and the Bear) - serie TV, 1 episodio (1979)
- Pattuglia recupero (Salvage 1) - serie TV, 1 episodio (1979)
- Alle soglie del futuro (Beyond Westworld) - serie TV, 1 episodio (1980)
- Il sogno dei Novak (American Dream) - serie TV, 1 episodio (1981)
- M*A*S*H - serie TV, 1 episodio (1981)
- Ryan's Four - serie TV, 5 episodi (1983)
- Un anno nella vita (A Year in the Life) - serie TV, 1 episodio (1986)
- Giudice di notte (Night Court) - serie TV, 2 episodi (1986-1987)
- Simon & Simon - serie TV, 1 episodio (1987)
- CBS Summer Playhouse - serie TV, 1 episodio (1987)
- Hunter - serie TV, 2 episodi (1987-1988)
- MacGyver - serie TV, 1 episodio (1988)
- Bravo Dick (Newhart) - serie TV, 1 episodio (1988)
- 21 Jump Street - serie TV, 1 episodio (1989)
- Matlock - serie TV, 3 episodi (1989-1992)
- In viaggio nel tempo (Quantum Leap) - serie TV, 1 episodio (1991)
- Doogie Howser - serie TV, 1 episodio (1992)
- Morte sul Rio Grande (River of Rage: The Talking of Maggie Keene), regia di Robert Iscove - film TV (1993)
- La signora in giallo (Murder, She Wrote) - serie TV, episodio 10x19 (1994)
- Walker Texas Ranger - serie TV, episodio 3x18 (1995)
- Beverly Hills 90210 - serie TV, 2 episodi (1997)
- X-Files (The X-Files) - serie TV, 1 episodio (1999)
- The Practice - Professione avvocati (The Practice) - serie TV, 1 episodio (1999)
- E.R. - Medici in prima linea (ER) - serie TV, 1 episodio (2000)
- Deadwood - serie TV, 1 episodio (2004)
- Over There - serie TV, 1 episodio (2005)
- Criminal Minds - serie TV, 1 episodio (2009)
- Brooklyn Nine-Nine - serie TV, 144 episodi (2013-2021)

## Doppiatori italiani
Nelle versioni in italiano delle opere in cui ha recitato, Dirk Blocker è stato doppiato da:
- Wladimiro Grana in Follia di mezzanotte
- Raffaele Uzzi in Frontiera
- Roberto Chevalier ne Il signore del male
- Guido Sagliocca in X-Files
- Paolo Lombardi in Criminal Minds
- Luciano Roffi in Brooklyn Nine-Nine